# Dennis Firestone
Dennis Firestone (ur. 22 lipca 1944 roku w Townsville) – australijski kierowca wyścigowy.

## Kariera
Firestone rozpoczął karierę w międzynarodowych wyścigach samochodowych w 1976 roku od startów w Formule Atlantic IMSA, gdzie jednak nie zdobywał punktów. W późniejszym okresie Amerykanin pojawiał się także w stawce USAC Mini-Indy Series, Amerykańskiej Formuły Super Vee Robert Bosch/Valvoline Championship, CART Indy Car World Series, Indianapolis 500 oraz USAC Gold Crown Championship.
W CART Indy Car World Series Firestone startował w latach 1979-1987. Najlepszy wynik Australijczyk osiągnął w 1980 roku, kiedy z dorobkiem 273 punktów został sklasyfikowany na dwunastej pozycji w końcowej klasyfikacji kierowców.